# 海南海金沙
海南海金沙（学名：Lygodium conforme）为海金沙科海金沙属下的一个种。